# (29168) 1990 KJ
1990 كي جاي (ويعرف أيضًا باسم (29168) 1990 كي جاي وفق تسمية الكوكب الصغير) (بالإنجليزية: 1990 KJ)‏ هو كويكب ضمن حزام الكويكبات؛ وترتيبه 29168 من حيث الاكتشاف.
اكتُشف هذا الجُرم الفلكي بواسطة اليانور إف. هيلين في 20 مايو 1990.

## وصلات خارجية
- (29168) 1990 KJ في قاعدة بيانات مختبر الدفع النفاث لأجرام النظام الشمسي الصغيرة

- الاكتشاف · مخطط المدار ·  العناصر المدارية · المعلمات المادية

- (29168) 1990 KJ على موقع ويكي سكاي: DSS2, SDSS, GALEX, IRAS, Hydrogen α, X-Ray, Astrophoto, Sky Map, Articles and images